# Karl Elzer
Karl Conrad Valentin Elzer (né le 2 août 1881 à Karlsruhe, mort le 30 août 1938 à Rottach-Egern) est un acteur allemand.

## Biographie
Elzer fait ses débuts à huit ans. Il commence sa carrière professionnelle au tournant du siècle en tant que stagiaire sous la direction d'Albert Bürklin, directeur du théâtre de sa ville natale. Il reçoit des cours de théâtre privés auprès de Wilhelm Wassermann. Elzer a des engagements dans les provinces allemandes à Gera, Flensbourg et Stettin. Lors de la saison 1907-1908 au Théâtre Bellevue de cette dernière ville de Poméranie, il est le partenaire de Viktor Schwanneke et du jeune Emil Jannings, également réalisateur. En 1911, le directeur du Schillertheater, Max Pategg, qui l'avait vu dans le rôle de Bertram dans Robert und Bertram, le fait venir dans son théâtre. Dans la période qui suit, surtout à la fin de la Première Guerre mondiale, Elzer partage son travail entre le théâtre et le cinéma, auquel Viggo Larsen l'amena pour la première fois au début de son séjour à Berlin. Mobilisé pendant la guerre, Karl Elzer est grièvement blessé au front.
Entre 1918 et 1931 notamment, il interprète des seconds rôles dans un grand nombre de films. Elzer incarne régulièrement des personnalités riches et de haut rang. Après 1931, Karl Elzer est rarement présent. En plus de son travail théâtral et cinématographique, il est également très impliqué dans la scène des cabarets berlinois.
Au cours des dernières années de sa vie, il se consacre artistiquement au théâtre sous la direction d'Oscar Ingenohl et au Theater der Jugend.
Elzer épouse en 1917 l'écrivaine Margarete Elzer, une fille de Hedwig Courths-Mahler. Il se suicide à cause d'un cancer de la vessie. Sa tombe se trouve au cimetière de Tegernsee.

## Filmographie
- 1916 : Die Räuberbraut de Robert Wiene
- 1918 : Die blaue Laterne de Rudolf Biebrach
- 1919 : Hängezöpfchen
- 1919 : Das rosa Strumpfbändchen
- 1919 : Meier und Sohn
- 1919 : Die feindlichen Reporter
- 1919 : Die Angelfreude
- 1921 : Opfer der Liebe
- 1922 : Morast
- 1922 : Bummellotte
- 1924 : Die Schmetterlingsschlacht (de)
- 1924 : Maud Rockfellers Wette
- 1924 : Gib mich frei
- 1925 : Der Demütige und die Sängerin (de)
- 1925 : Lena Warnstetten (de)
- 1925 : Die Aßmanns
- 1925 : Das stolze Schweigen
- 1926 : Junges Blut
- 1926 : Es blasen die Trompeten
- 1927 :Unter Ausschluß der Öffentlichkeit de Conrad Wiene
- 1927 : Die Bräutigame der Babette Bomberling
- 1927 : Venus im Frack (de)
- 1927 : La Reine Louise (de)
- 1927 : Der Sträflingskavalier
- 1927 : Ein Mädel aus dem Volke
- 1928 : Luther
- 1928 : Der Piccolo vom Goldenen Löwen (de)
- 1928 : In Werder blühen die Bäume
- 1929 : La Vengeance m'appartient
- 1929 : Jeux de dames
- 1929 : Es flüstert die Nacht
- 1929 : Rêve d'un jour
- 1930 : Das lockende Ziel
- 1930 : Le Concert de flûte de Sans-Souci
- 1930 : Kaiserliebchen
- 1931 : M le maudit de Fritz Lang
- 1931 : Ronny de Reinhold Schünzel
- 1934 : Fräulein Frau
- 1934 : …heute abend bei mir
- 1935 : Ein falscher Fuffziger
- 1935 : Der Kampf mit dem Drachen